# Bertha Lutz
Bertha Maria Júlia Lutz (São Paulo, 2 de agosto de 1894 – Rio de Janeiro, 16 de setembro de 1976) foi uma ativista feminista, bióloga, educadora, diplomata e política brasileira. Era filha de Adolfo Lutz, cientista e pioneiro da medicina tropical. Foi uma das figuras mais significativas do feminismo e da educação no Brasil do século XX.
Bertha era cientista, tal como seu pai. Especializou-se em anfíbios e, em 1919, tornou-se secretária e pesquisadora do Museu Nacional do Rio de Janeiro, sendo a segunda mulher a fazer parte do serviço público do país. Mais tarde, foi promovida a chefe do departamento de Botânica do Museu, posição que ocupou até se aposentar, em 1964. Em agosto de 1965, recebeu o título de professora emérita da Universidade Federal do Rio de Janeiro (UFRJ).
A carreira política de Bertha começou em 1934, quando ela se candidatou à Câmara dos Deputados pela legenda do Partido Autonomista do Distrito Federal, representando a Liga Eleitoral Independente, criada por ela em 1932 e ligada à Federação Brasileira pelo Progresso Feminino. Obteve a primeira suplência e tomou posse em 28 de junho de 1936, após a morte do deputado titular Cândido Pessoa. Ela foi a segunda mulher a ocupar o cargo de deputada, mas seu mandato foi interrompido pelo Estado Novo.
Internacionalmente, ela integrou a delegação brasileira à Conferência das Nações Unidas sobre Organização Internacional em São Francisco, no Estados Unidos, em 1945, onde lutou para incluir menções sobre igualdade de gênero no texto da Carta das Nações Unidas. Embora quatro mulheres tenham assinado a Carta, apenas Bertha e a delegada da República Dominicana, Minerva Bernardino, defenderam os direitos femininos. Por seu trabalho em vários campos científicos e sociais, Lutz foi homenageada de várias maneiras. Seu nome foi usado em espécies de répteis e anfíbios, assim como em logradouros, escolas e premiações. Bertha não casou e não teve filhos ou sobrinhos, já que seu irmão, Gualter, morreu em 1966. Ela viveu até os 82 anos e morreu em 1976 em um asilo no Rio de Janeiro, vítima de uma pneumonia aguda.

## Primeiros anos
Bertha Lutz nasceu em São Paulo no dia 2 de agosto de 1894, filha de Adolfo Lutz, cientista de origem suíça e pioneiro nas áreas de medicina tropical, epidemiologia e na pesquisa de doenças infecciosas, e de Amy Marie Gertrude Fowler, uma enfermeira britânica. Além de Bertha, o casal teve como filhos Guálter Adolfo Lutz e Laura Bertha Lutz, a última nascida na Suíça.

## Carreira

### Trajetória acadêmica

#### Biologia
Bertha fez o ensino superior na Europa, formando-se em ciências naturais pela Universidade de Paris (Sorbonne) em 1918, com especialização em anfíbios anuros. Durante sua permanência na universidade, tomou contato com o movimento feminista inglês. No dia 3 de setembro de 1919, foi aprovada em um concurso e nomeada secretária do Museu Nacional. Tornou-se, então, a segunda mulher a fazer parte do serviço público do país. Mais tarde, foi promovida a chefe do departamento de Botânica do Museu, posição que ocupou até se aposentar, em 1964.
Em 1943, foi ao estado do Rio de Janeiro para observar batráquios. No ano seguinte, foi até Teresópolis para recolher material herpetológico e fazer observações no Parque Nacional da Serra dos Órgãos. Em 1945, voltou à cidade para coletar material embriológico, quando foi designada para representar o Brasil como delegada na Conferência Internacional das Nações Unidas, na Califórnia. Ao retornar, em outubro, focou-se em estudos de herpetologia no interior do Mato Grosso. Em 1947, coletou batráquios em Itatiaia, Teresópolis e outros municípios. Em 1949, viajou pelos estados de Minas Gerais, Espírito Santo, Rio de Janeiro, Paraná, Santa Catarina e Rio Grande do Sul para observar sobre anuros, além de também ter representado o Museu Nacional na reunião da Sociedade Brasileira de Biologia, em Salvador, na Bahia.
No início de 1952, recebeu uma bolsa de estudos do Museu Britânico, voltando às suas atividades no Museu Nacional em julho. Em junho de 1954, percorreu várias partes do Brasil colecionando material científico. Ao longo de 1956, coletou material ecológico nos estados do Rio de Janeiro, São Paulo e Minas Gerais. No começo de 1957, coletou batráquios nas serras da Mantiqueira e do Mar e, no segundo semestre, passou por várias partes do Sudeste e do Sul. Em 1958, dedicou-se à elaboração de uma monografia sobre os hilídeos brasileiros e apresentou um trabalho no Congresso de Herpetologia realizado em San Diego, na Califórnia. Em 1962, foi presidente de honra da assembleia da Associação Latino-Americana de Herpetologia. Em 1963, completou seus estudos sobre os Hyla catharinae, descrevendo ainda duas espécies novas em Copeia. Na mesma época, fez conferência sobre Distribuição Geográfica dos Animais e Modalidades de Conservação da Natureza, escreveu um capítulo sobre anuros para uma enciclopédia estadunidense de animais venenosos, apresentou uma proposta de criação da cadeira de conservação da natureza no Conselho Federal Florestal e fez a revisão dos répteis da coleção Adolpho Lutz.
Bertha também foi membro do Conselho de Fiscalização das Expedições Artísticas e Científicas do Brasil (1939-1951) e do Conselho Florestal Federal (1956). Em agosto de 1965, recebeu o título de professora emérita da UFRJ.

#### Educação

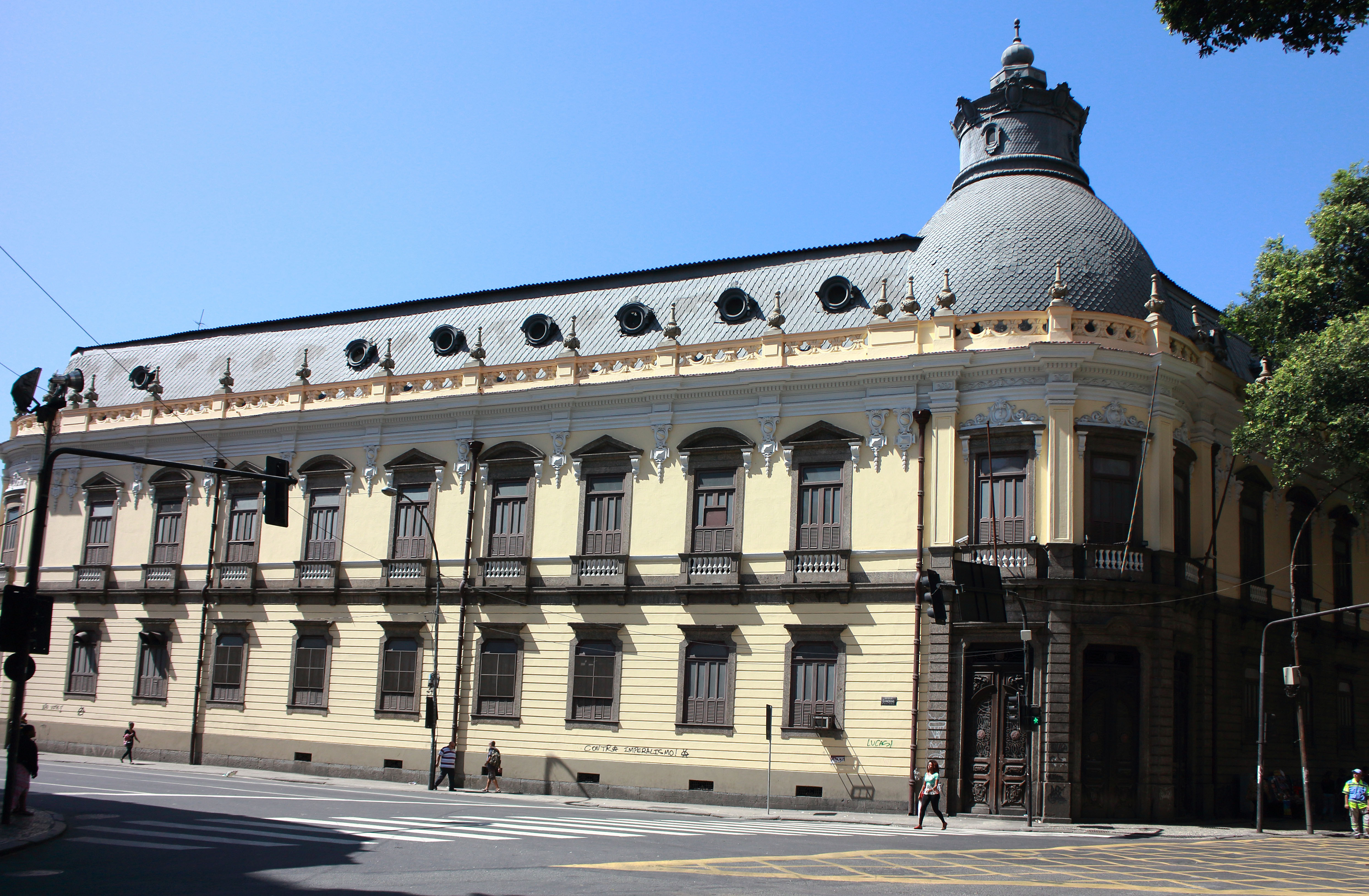
Bertha conseguiu a admissão de meninas no externato do Colégio Pedro II, no Rio de Janeiro

Além de suas contribuições para a área da biologia e de seu empenho para impulsionar os ideais feministas no Brasil, a presença de Bertha Lutz foi marcante no campo da Educação. Em 1920, ela foi nomeada inspetora do ensino secundário pelo barão de Ramiz Galvão e enviada para o Ginásio Masculino de Lorena (SP). Dois anos depois, como delegada do Museu Nacional ao Congresso de Educação, conseguiu a admissão de meninas no externato do Colégio Pedro II, uma das instituições de ensino mais tradicionais no país, desde o Império até os dias atuais.
Com o apoio do Ministério da Agricultura, Bertha realizou um estudo sobre a difusão de conhecimentos domésticos e agrícolas junto à população rural. Para ela, este era um passo essencial para ajudar na organização das cooperativas industriais regionais femininas. Bertha viajou para os Estados Unidos (1923) e para a Bélgica (1929) com o intuito de analisar as experiências destes países com educação doméstica agrícola, e inclusive recebeu um prêmio do governo belga, em 1923, pela relevância de seus estudos.
Assim que retornou da viagem de observação nos EUA, Bertha Lutz entregou ao Ministro da Agricultura um relatório sobre a sua experiência e as propostas de estruturação organizacional do ensino agronômico que elaborara a partir dela. As medidas dividiam-se em dois eixos: criação de escolas superiores de economia doméstica e de um serviço de extensão para difusão dos conhecimentos de economia doméstica rural entre a população feminina do campo. Em 1924, a pesquisadora ajudou na fundação da Associação Brasileira de Educação, cuja ata de criação contou com a assinatura de sete homens e três mulheres.

### Feminismo
Em 1919, Bertha fundou no Rio de Janeiro a Liga para a Emancipação Intelectual da Mulher, formada por um grupo de mulheres de classe média e alta escolaridade.
Em 1922, organizou o I Congresso Feminista do Brasil e representou as mulheres brasileiras na Assembleia Geral da Liga das Mulheres Eleitoras, realizada nos Estados Unidos, onde foi eleita vice-presidente da Sociedade Pan-Americana das Mulheres. Após retornar ao Brasil, ajudou a fundar a Federação Brasileira pelo Progresso Feminino (FBPF), da qual foi presidente até 1942 e cuja principal bandeira era a reivindicação do voto feminino. A Federação é considerada a principal instituição coletiva de mulheres no país até a década de 1970, e de onde derivaram diversas outras associações.
Em 1929, Bertha e outras integrantes da FBPF criaram a União Universitária Feminina, que em 1961 passou a se chamar Associação Brasileira de Mulheres Universitárias. Um dos objetivos primordiais da organização era incentivar o estudo superior pela população feminina. Em 1937, a União foi convidada formalmente a participar da criação da União Nacional dos Estudantes (UNE).
O movimento sufragista brasileiro teve uma grande vitória em 24 de fevereiro de 1932, data em que o presidente Getúlio Vargas, por meio do Decreto n.º 21 076, instalou o novo Código Eleitoral e garantiu o direito de voto feminino no país.
Formou-se em direito em 1933, pela Faculdade do Rio de Janeiro, que depois foi incorporada à Universidade Federal do Rio de Janeiro (UFRJ). Tentou se tornar professora da instituição com a tese A Nacionalidade da Mulher Casada perante o Direito Internacional Privado, em que abordava a perda da nacionalidade feminina quando a mulher se casava com um estrangeiro.
Ainda em 1933, a bióloga fundou a União Profissional Feminina e a União das Funcionárias Públicas. No mesmo ano, representou o Brasil na VII Conferência Pan-americana, em Montevidéu (Uruguai). Também foi representante brasileira na Conferência Internacional do Trabalho de 1944, realizada nos Estados Unidos.

#### Federação Brasileira pelo Progresso Feminino

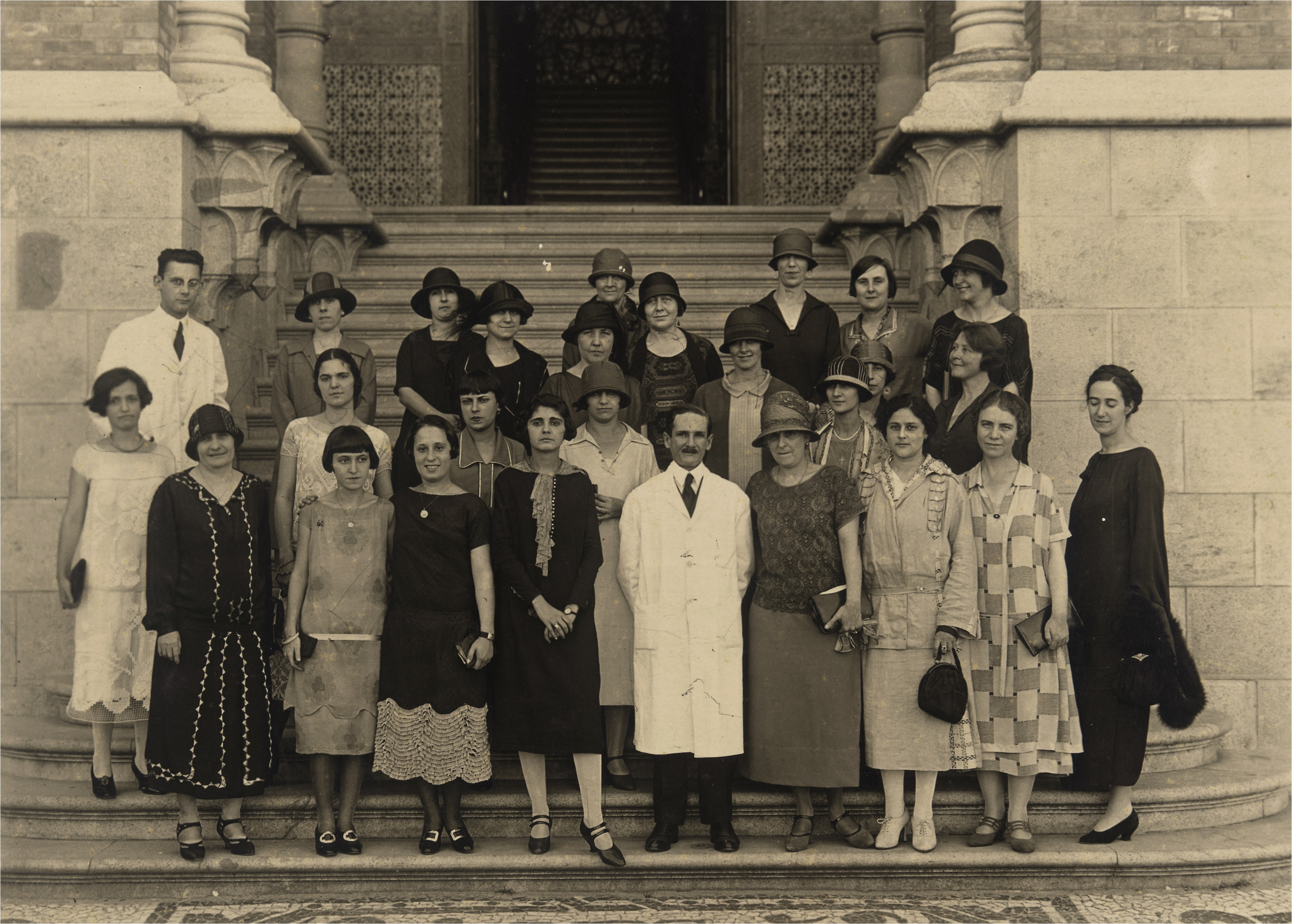
Visita de integrantes da Federação Brasileira pelo Progresso Feminino ao Instituto Oswaldo Cruz, no Rio de Janeiro

A Federação Brasileira pelo Progresso Feminino foi uma organização fundada em 9 de agosto de 1922 no Rio de Janeiro em prol dos direitos civis e políticos das mulheres, principalmente, por iniciativa de Bertha. A FBPF é herdeira da Liga para a Emancipação Intelectual da Mulher, fundada em 1919 e dissolvida em 1922 após a participação de Lutz na Conferência Pan-Americana de Mulheres, a qual instituiu a Liga Brasileira para o Progresso da Mulher como uma filiar da Associação Pan-Americana de Mulheres. Em 1924, a organização é renomeada para Federação Brasileira pelo Progresso Feminino.
Durante seus anos de maior atuação, o movimentou liderou conquistas como a criação da União Universitária Feminina, o ingresso de meninas no Colégio Pedro II, o voto feminino e leis de proteção à mulher e à criança. Com campanhas pela ampliação dos direitos civis e políticos das mulheres, entre suas maiores bandeiras estavam o voto feminino universal - conquistado em 1932 - e o acesso à educação. Após a conquista do sufrágio feminino, o movimento foi gradualmente se desarticulando e, com a instituição do Estado Novo em Novembro de 1937, a Federação perde força.

### Política

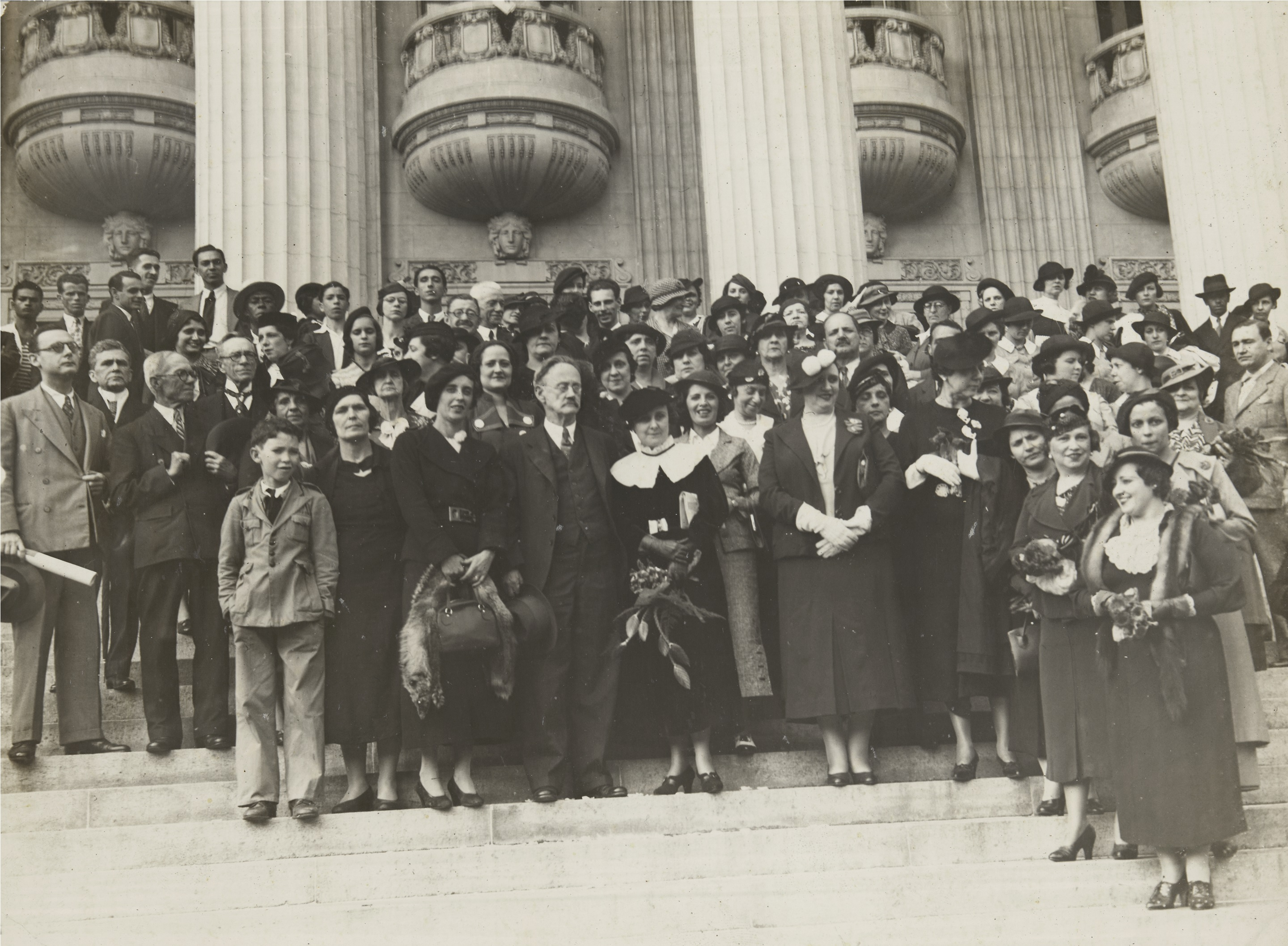
Na posse de Bertha Lutz como deputada na Câmara Federal, uma fotografia com amigas e parentes, em 1936

A carreira política de Bertha Lutz começou efetivamente em 1934, quando se candidatou à Câmara dos Deputados pela legenda do Partido Autonomista do Distrito Federal, representando a Liga Eleitoral Independente, criada por ela em 1932 e ligada à Federação Brasileira pelo Progresso Feminino. Ela conseguiu 16.423 votos, resultado com o qual obteve a primeira suplência e tomou posse em 28 de junho de 1936, após a morte do deputado titular Cândido Pessoa. Ela foi a segunda mulher a ocupar o cargo de deputada no Brasil, na primeira legislatura com presença feminina após a primeira Constituição a dar direito de voto às mulheres
Depois de eleita deputada, Bertha percebeu que os partidos políticos, em sua maioria comandados por homens, deixavam as mulheres para ocupar posições marginais na arena política, o que "não deixou boas lembranças em Bertha" A tradição clientelista da política brasileira também desagradou Bertha. A decretação do Estado Novo por Getúlio Vargas, em novembro de 1937, e o consequente fechamento do Congresso Nacional puseram fim ao seu mandato.
Antes de tomar posse na Câmara, Bertha já havia participado da Comissão Preparatória do Anteprojeto do novo texto constitucional, que aconteceu em Petrópolis em 1932. Elaborou sugestões para a Constituição (promulgada em 1934), as quais foram discutidas em reuniões da FBPF e estão reunidas no documento 13 Princípios Básicos de Direito Constitucional. As propostas defendiam os direitos políticos e jurídicos das mulheres, dando ênfase às questões relativas ao trabalho, à educação, à maternidade e à infância. Foram levadas à Assembleia Constituinte por Carlota Pereira de Queirós, a primeira deputada eleita no Brasil e a única mulher a participar deste processo legislativo, e muitas delas incorporadas.

#### Atuação parlamentar
As principais bandeiras de luta durante seu período como parlamentar foram mudanças na legislação trabalhista, em especial relacionadas aos direitos femininos, como equiparação de salários e direito à licença-maternidade, e a luta contra o trabalho infantil. Também foi ativa na defesa do conhecimento científico brasileiro, da formação científica, do combate a doenças, da proteção à natureza e conservação da fauna e da flora.
Dentro da Câmara dos Deputados, também lutou pela criação de um Ministério Nacional da Mulher e apresentou o projeto do Departamento de Maternidade, Infância, Trabalho Feminino e Lar. Este foi aprovado, mas não saiu do papel devido ao fechamento do Congresso em 1937. Em seu período como parlamentar, Bertha também foi autora do projeto de lei do Estatuto da Mulher. Ao lado de Carlota Pereira de Queiros, estabeleceu e presidiu uma Comissão Especial na Câmara dos Deputados para redigir um estatuto "com o fim expresso de regulamentar os dispositivos da legislação ordinária de acordo com os direitos e obrigações constitucionais da cidadã".
Em outubro de 1937, o projeto de lei foi apresentado à Comissão Especial do Estatuto da Mulher, que já existia desde setembro de 1936 por iniciativa de Bertha. Nele são enfatizados os direitos atribuídos à mulher na Constituição de 1934, sendo que o sufrágio feminino é usado como um divisor de águas, visto que, apesar do texto constitucional ter dado à mulher igual condição que ao homem, legislações anteriores, como o Código Penal, o Código Civil e o Código Comercial, ainda não tratavam dessa igualdade.
O Código Civil em vigor naquela época datava de 1916 e considerava as mulheres, especialmente as casadas, como "incapazes", enquanto o Código Comercial, que datava do período do Império, impedia as mulheres de serem corretoras ou leiloeiras. Já no Código Penal, que era de 1890, crimes como estupro e adultério estavam relacionados à "honra da família", onde a "moral da vítima" era crucial na sentença.
No entanto, apesar de se declararem feministas, ambas as parlamentares mantinham discursos alinhados à Igreja Católica, como não se posicionar sobre o divórcio, para manter alianças políticas. Ainda que defendesse a igualdade para as mulheres, o projeto do Estatuto da Mulher mantinha em seu conteúdo "diferenças biológicas, de educação, formação, punição e morais" entre homens e mulheres e pouco questionava os lugares ocupados pela mulher na sociedade. A posição de que a manutenção do lar e da família era inata à mulher, discurso que conseguia apoio até de Getúlio Vargas, era considerada conservadora e gerou críticas de jornais na época.
O projeto de lei que fora apresentado em 1 de outubro de 1937 deixa de tramitar com o fechamento do Congresso pelo Estado Novo e as divergências entre Carlota e Bertha, como a criação de um Departamento Nacional da Mulher, dificultaram o avanço do Estatuto da Mulher.

#### Atuação internacional

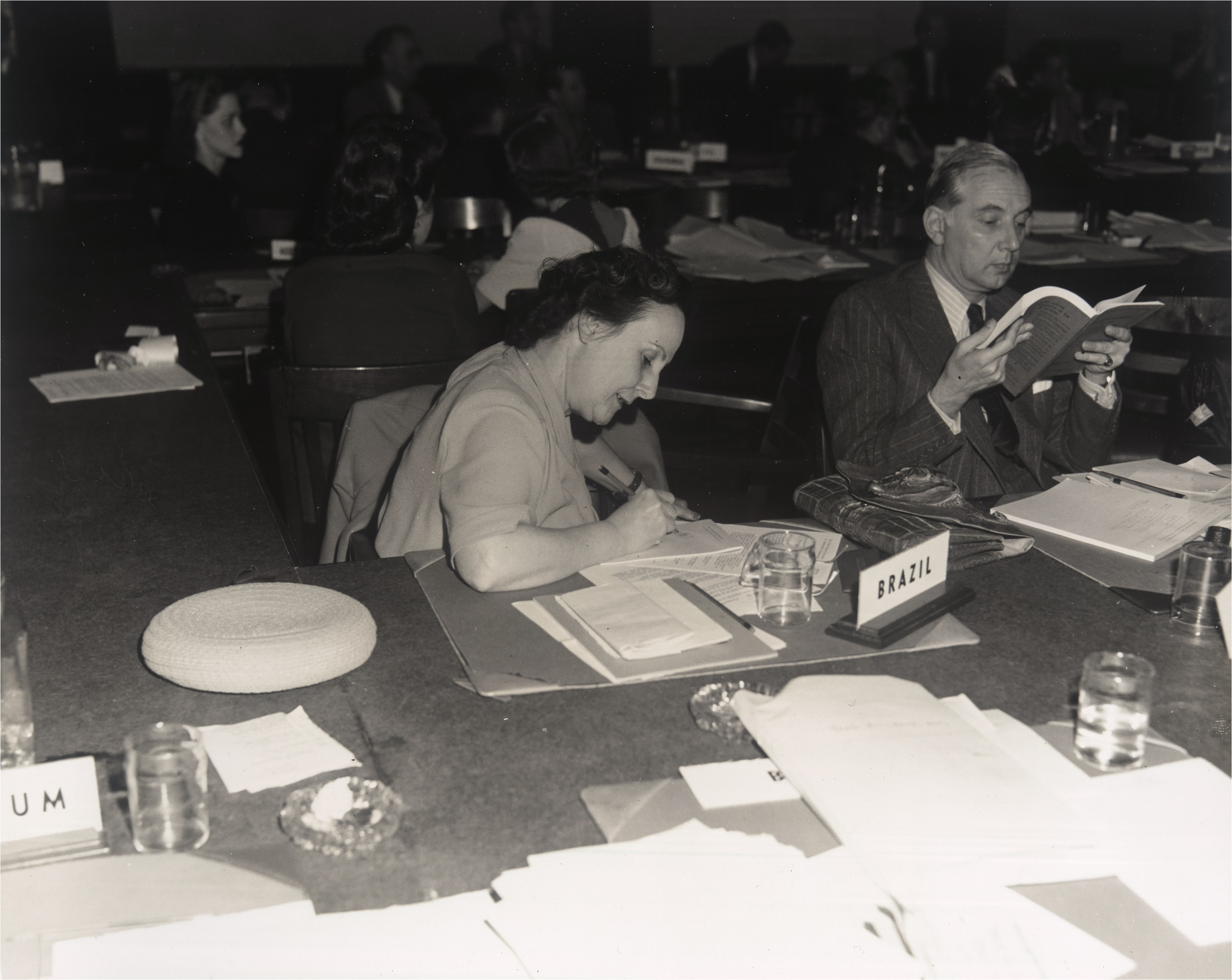
Bertha Lutz durante a Conferência de São Francisco, em 1945

Bertha integrou a delegação do Brasil à Conferência de São Francisco, em 1945, cujo intuito era redigir o texto definitivo da Carta das Nações Unidas. Durante o evento, Bertha se empenhou, junto a outras delegações da América do Sul, para assegurar que a Carta fosse revista periodicamente.
Entretanto, seu grande mérito foi a luta para incluir menções sobre igualdade de gênero no texto do documento. Embora quatro mulheres tenham assinado a Carta, apenas Bertha e a delegada da República Dominicana, Minerva Bernardino, defenderam os direitos das mulheres.
Bernardino e Lutz foram reconhecidas como "instrumentais" na inclusão das frases "igualdade de direitos entre homens e mulheres", "fé nos direitos humanos fundamentais" e "dignidade e valor da pessoa humana" no preâmbulo da Carta da ONU.
Devido a sua atuação na Conferência de São Francisco, Bertha foi convidada pelo Itamaraty a integrar a delegação brasileira à Conferência do Ano Internacional da Mulher, organizada pela Organização das Nações Unidas e realizada no México entre junho e julho de 1975.

## Impacto cultural
Lutz é considerada uma das figuras mais significativas do feminismo e da educação no Brasil do século XX.  Ela foi homenageada de várias maneiras. Seu nome foi usado em várias espécies de anfíbios, nomes de logradouros, escolas e premiações.
O Laboratório de Análise Internacional ‘Bertha Lutz’ da Universidade de São Paulo (LAI-USP), também foi nomeado em homenagem à cientista brasileira. Ele foi criado por alunos do curso de relações internacionais da instituição com o objetivo de estimular as atividades de graduação.
Lutz é homenageada no nome de duas espécies de lagartos brasileiros, Liolaemus lutzae e Phyllopezus lutzae, assim como em seis espécies de sapos, Paratelmatobius lutzii, Pristimantis lutzae, Dendropsophus berthalutzae, Megaelosia lutzae, Scinax berthae e Aplastodiscus lutzorum. Em 2020, seu nome foi escolhido para uma nova espécie de raia, a Hypanus berthalutzea.

### Diploma Bertha Lutz

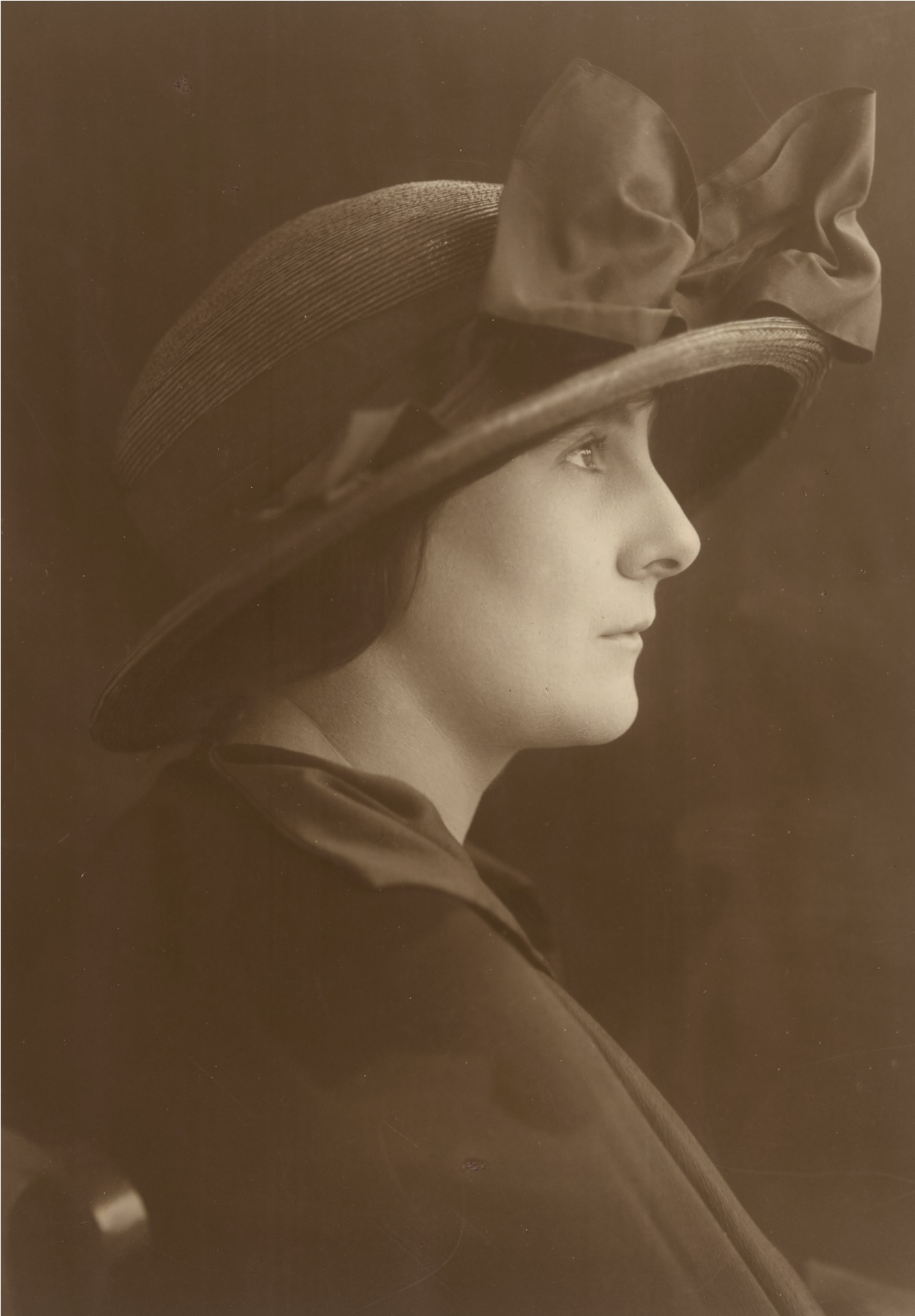
Bertha Lutz durante a juventude

O Diploma Bertha Lutz foi instituído pelo Senado Federal do Brasil para agraciar mulheres que tenham oferecido relevante contribuição na defesa dos direitos da mulher e questões do gênero no Brasil. O diploma homenageia Bertha e foi instituído com base em projeto de 1998 apresentado pela senadora Emília Fernandes. É conferido, anualmente, em sessão do Senado especialmente convocada para esse fim, a realizar-se durante as atividades do Dia Internacional da Mulher, e premia cinco mulheres de diferentes áreas de atuação. A apreciação das indicações e a escolha das agraciadas é feita pelo Conselho do Diploma Mulher-Cidadã Bertha Lutz, composto por um representante de cada partido político com assento no Senado Federal.

### Documentário
Em 2021, a HBO lançou o documentário Bertha Lutz — A mulher na carta da ONU, sobre o importante papel da bióloga e feminista brasileira em assegurar que questões de gênero fossem contempladas nas bases da Organização das Nações Unidas (ONU). A ideia do documentário surgiu a partir das pesquisas da argelina Fatima Sator e da norueguesa Elise Luhr Dietrichson, que estudavam na Universidade de Londres quando encontraram uma série de cartas escritas por Bertha Lutz.

### História em Quadrinhos
Em 2022, o selo OH! Outra História, da Editora Veneta, lançou uma biografia em quadrinhos de Bertha Lutz. O álbum foi criado por Angélica Kalil e Mariamma Fonseca e baseia-se em um texto de memórias escrito pela própria Lutz.